# So I Scream
So I Scream – polski zespół wykonujący rock, metal, powstały w 1999 roku w Warszawie. W roku 2010 oficjalnie zakończył swoją działalność.
Zespół So I Scream dbając o swój sceniczny wizerunek prezentuje się na koncertach w „gangsterskich” uniformach, nawiązując swoim wyglądem do „retro-gangsterskiego” charakteru albumu The End Of Tolerance, który w Teraz Rock otrzymał ocenę .

## Historia
Zespół powstał w połowie 1999 roku. W 2000 roku wykrystalizowała się nazwa zespołu I Scream. W lipcu 2001 roku w DBX Studio w Warszawie zostało nagrane pierwsze demo zespołu, liczące siedem utworów. W tym czasie zespół zagrał kilkanaście koncertów, głównie w Warszawie i okolicach. W połowie roku 2002 zespół ostatecznie zmienił nazwę na So I Scream. Zimą 2002/2003 w studiu Kokszoman zostało nagrane kolejne demo, które miało być w swym założeniu pilotem przyszłej płyty długogrającej. W 2004 roku zespół wyrusza na trasę koncertową Hellride Tour wraz z zespołami Corruption i Rootwater. Trasa obejmuje głównie mniejsze miasta Polski m.in. Ciechanów, Płock, Rzeszów, Stalowa Wola. Na przełomie 2004/2005 roku zespół decyduje się zarejestrować długogrającą płytę z realizatorem Markiem Bereszczyńskim. Prace nad albumem przerywa współorganizacja drugiej edycji trasy koncertowej Hellride Tour wraz z zespołami Al Sirat i Rootwater. Tym razem trasa dociera do takich miast jak: Bydgoszcz, Gdynia, Poznań, Toruń, Inowrocław. W 2006 roku zespół powraca do studia by dokończyć swoje pierwsze wydawnictwo. Na początku roku 2007 zostaje wydany pierwszy album grupy pt. The End Of Tolerance. Płyta The End Of Tolerance zebrała bardzo pozytywne recenzje w prasie min. Gazeta Wyborcza, Metal Hammer, Teraz Rock, jak również na wielu portalach internetowych takich jak: Rockmetal.pl, Metal.pl, Riff Magazine, Chaos Vault, Gery.pl, Rumor.pl, Metalheart.pl, Metal Rulez, Nbc.art.pl. Po wydaniu płyty zespół wyrusza na trzecią edycję trasy Hellride Tour wraz z zespołami Carnal i Orbita Wiru, gdzie promuje swój debiutancki krążek. Rok 2008 upływa zespołowi na nagraniach swojego drugiego wydawnictwa. We wrześniu 2009 roku zostaje wydana epka 6Shooter. Materiał początkowo ukazuje się tylko w formie elektronicznej, do ściągnięcia za darmo z internetu. W czerwcu 6Shooter ukazuje się w formie digipacku w limitowanej edycji 500 szt. 10 grudnia 2010 roku zespół zakończył swoją działalność ostatnim koncertem w Warszawskim klubie Progresja.
W 2016 roku Mielnik, Kuszewski i Kozina powrócili na scenę wraz z nowym zespołem Fiasko.

## Skład zespołu
- T. Mielnik – śpiew
- B. Kuszewski – gitara elektryczna, elektronika
- T. Kozina – gitara elektryczna
- M. Rejman – gitara basowa
- R. Kamiński – perkusja

## Dyskografia
- The End Of Tolerance (2007)
- 6Shooter (2009)